# Vạn Phú, Vạn Ninh
Vạn Phú là một xã thuộc huyện Vạn Ninh, tỉnh Khánh Hòa, Việt Nam. 
Xã Vạn Phú có diện tích 66,98 km², dân số năm 2015 là 30912 người, mật độ dân số đạt 363 người/km². Hiện nay xã Vạn Phú vẫn còn tồn tại nhiều công trình kiến trúc, di tích lịch sử.